# Kunmadaras, Jász-Nagykun-Szolnok
Kunmadaras  este un sat în districtul Karcag, județul Jász-Nagykun-Szolnok, Ungaria, având o populație de 5.722 de locuitori (2011). 

## Demografie
Componența etnică a satului Kunmadaras
     Maghiari (81,29%)
     Romi (18,45%)
     Necunoscut (0,07%)
     Germani (0,19%)
     Alții (0,07%)
Componența confesională a satului Kunmadaras
     Reformați (30,53%)
     Fără religie (29,71%)
     Romano-catolici (9,47%)
     Atei (1,4%)
     Necunoscută (28,5%)
     Alte religii (1,82%)
Conform recensământului din 2011, satul Kunmadaras avea 5.722 de locuitori. Din punct de vedere etnic, majoritatea locuitorilor (81,29%) erau maghiari, cu o minoritate de romi (18,45%). Apartenența etnică nu este cunoscută în cazul a 0,07% din locuitori. Nu există o religie majoritară, locuitorii fiind reformați (30,53%), persoane fără religie (29,71%), romano-catolici (9,47%) și atei (1,4%). Pentru 28,5% din locuitori nu este cunoscută apartenența confesională.